# Château de Locqueltas (Inzinzac-Lochrist)
Le château de Locqueltas est un édifice situé à Inzinzac-Lochrist, en France.

## Situation
Le château est situé sur le territoire de la commune de Inzinzac-Lochrist, au lieu-dit Locqueltas, dans le département du Morbihan, en région Bretagne.

## Description
Le château date du XXe siècle, il est construit en moellons de granite, édifice de plan régulier à un étage carré, élévation ordonnancée. Toiture  à longs pans recouverte d'ardoises, croupe, noue.

## Histoire
Le château est inscrit à l'inventaire général du patrimoine culturel.